# Jakobs-Drehgestell

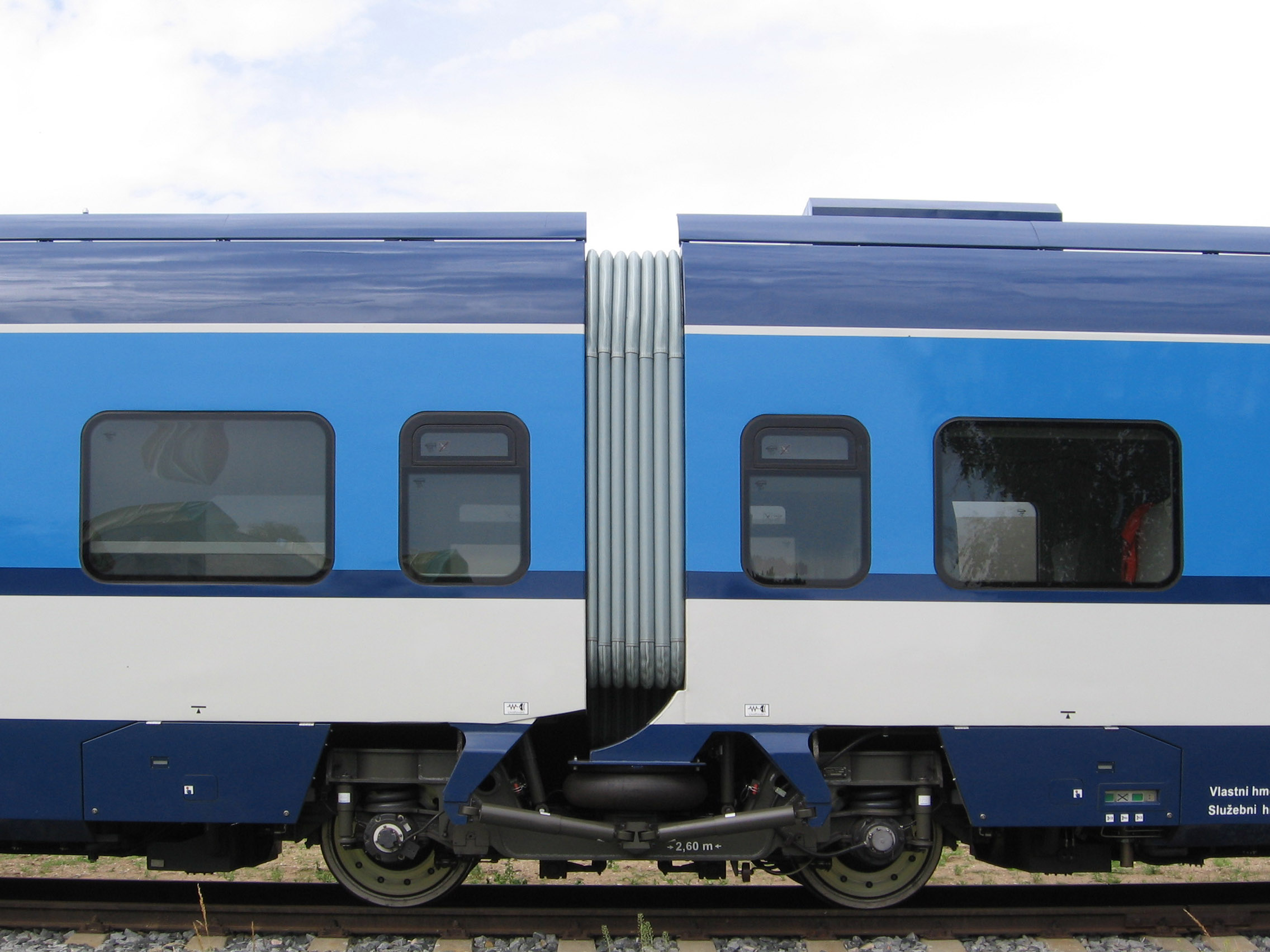
Jakobs-Drehgestell an der ČD-Baureihe 844/Pesa Link

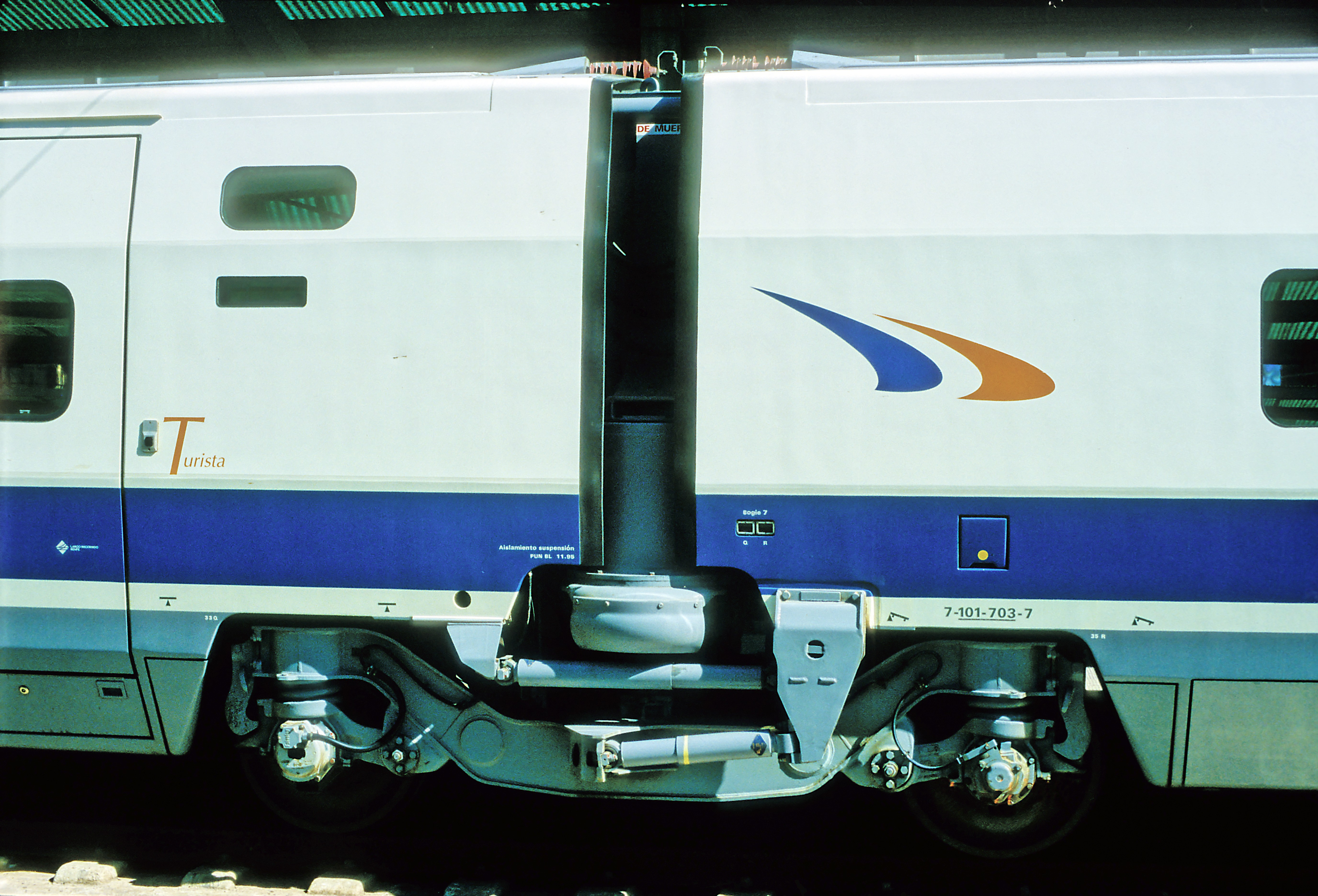
Jakobsdrehgestell eines Euromed

Vergleich eines Jakobs-Drehgestells (oben) mit konventionellen Drehgestellen

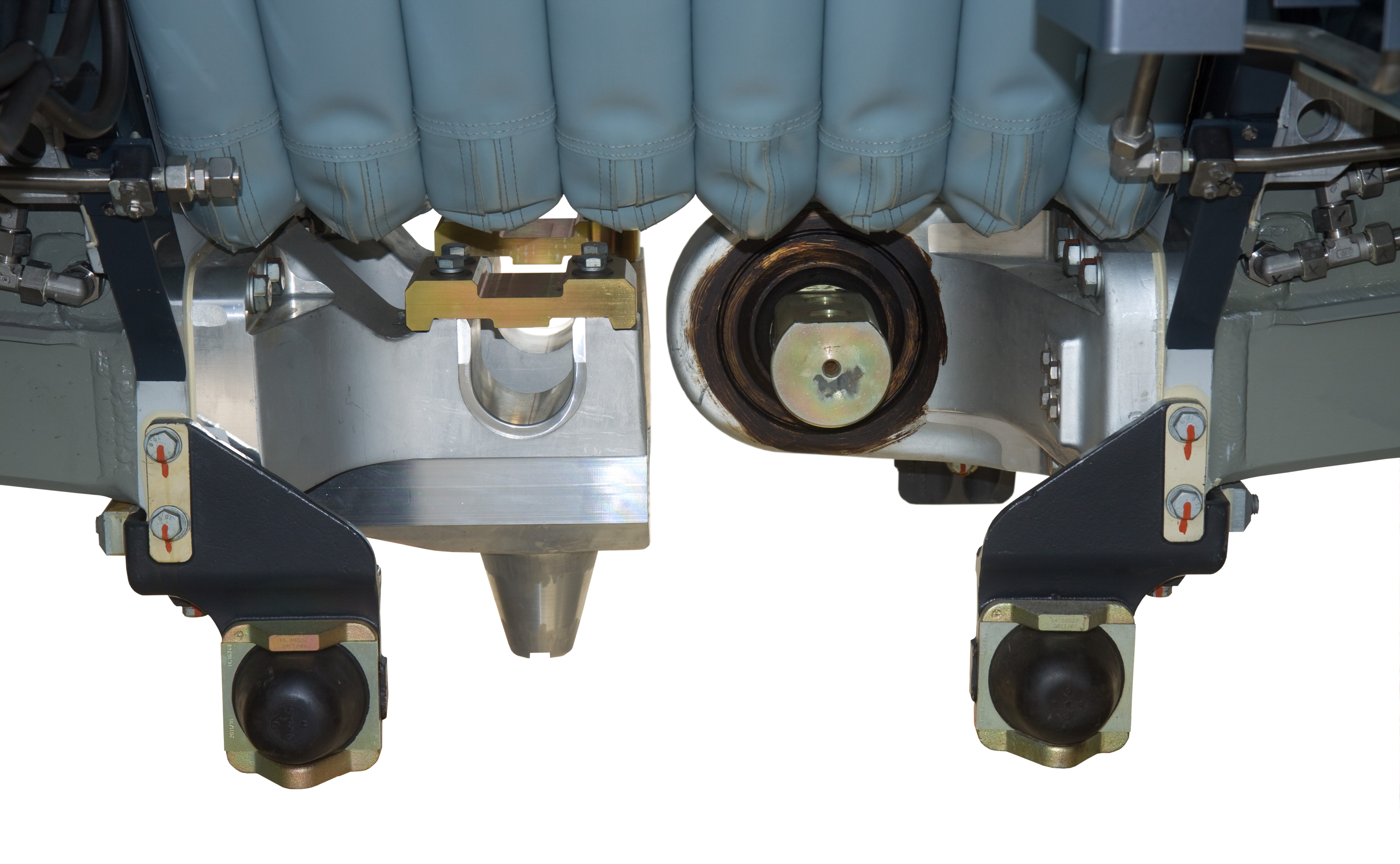
Gelenk und Drehzapfen für das Jakobs-Drehgestell eines Stadler Flirt

Ein Jakobs-Drehgestell (JDG, auch Jakobsgestell) ist eine Bauart von Eisenbahn-Drehgestellen, bei der sich zwei aufeinanderfolgende Fahrzeugwagenkästen auf ein gemeinsames Drehgestell abstützen. Das Drehgestell sitzt dabei direkt unter dem Übergang zweier dauerhaft damit gekoppelter Wagen(teile). Es ist benannt nach seinem Entwickler, dem Eisenbahningenieur Wilhelm Jakobs, der sein Patent am 8. August 1901 anmeldete.
Da jeweils ein Drehgestell eingespart wird, gibt es nur noch halb so viele Räder pro Wagen, was wiederum das konstruktiv mögliche Wagengewicht im Vergleich zu Standard-Wagentypen begrenzt. Die einzelnen Wagen bei Zügen mit Jakobs-Drehgestellen sind stets kürzer als vergleichbare Wagen der klassischen Bauart und haben keinen äußeren Überhang und keine Kupplung. 
Ein Nachteil von Jakobs-Drehgestellen ist, dass die Fahrzeuge nur in Werkstätten getrennt werden können, während sie im Betrieb eine nicht trennbare Einheit bilden. Für eine Trennung muss eine Seite der Verbindung aufgebockt und ein Hilfsdrehgestell eingeschoben werden.

## Anwendung
Die erste erfolgreiche Anwendung von Jakobs-Drehgestellen im schnellen Eisenbahnverkehr war 1932 in Deutschland der Fliegende Hamburger und die ab 1935 in Dienst gestellten Schnelltriebwagen der Bauart Hamburg sowie der 1938 gebaute Triebzug 137 155 Bauart Kruckenberg. Im Jahre 1934 kam dieses Konstruktionsmerkmal bei den ersten amerikanischen Stromlinienzügen M-10000 und M-10001 der Union Pacific Railroad und dem Pioneer Zephyr der Burlington Route zum Einsatz.
Aktuelle Fahrzeuge mit Jakobs-Drehgestellen sind beispielsweise TGV, AGV, Talent, Lint 41, Flirt, die deutschen ET-Baureihen 422, 423, 424, 425/426 und Alstom Coradia Continental sowie die Bauart IC3 der DSB, die auch in Schweden und Israel eingesetzt wird.
Die Baureihe 423 ist im Vergleich zur Vorgängerbaureihe 420 ein gutes Beispiel für die Vor- und Nachteile der Jakobs-Drehgestelle. Während ein Triebzug der BR 420 aus drei Wagen mit je zwei Drehgestellen besteht, sind es bei der BR 423 vier kürzere Wagen mit insgesamt fünf Drehgestellen. Bei gleicher Gesamtlänge wird ein Drehgestell eingespart und ein zusätzlicher Wagenkasten gebraucht, um die Radlast einzuhalten. Beide Züge sind bis auf wenige Zentimeter gleich lang.
Bei Straßenbahnen findet man Jakobs-Drehgestelle – mit nahe beieinander liegenden Wagenlagerzapfen – häufig, weil sie für den Bau von Gelenktriebwagen geeignet sind. Die Wagenenden konventionell gekuppelter Wagen versetzen sich seitlich stark, sobald sich ein Wagen in einer engen Kurve und der angehängte Wagen auf gerader Strecke befindet. Durch diesen ausgeprägten Versatz lässt sich ein begehbarer Übergang für Fahrgäste nur aufwendig realisieren. Jakobs-Drehgestelle haben der TW 6000 aus Hannover und andere ältere Fahrzeuge des Herstellers Duewag.

## Laufeigenschaften
Durch die Bauart bedingt ist der Drehzapfenabstand der einzelnen Wagen größer und der Fahrgastbereich liegt, ähnlich einer Sänfte, komplett zwischen den Drehgestellen der Wagen, obwohl die Wagenkästen an sich kürzer sind. Dadurch werden horizontale oder vertikale Bewegungen der Wagenkästen besser ausgeglichen als bei klassischen Wagenzügen. Dies führt zu einem insgesamt ruhigeren Fahrverhalten des Zuges und ist besonders bei hohen Geschwindigkeiten von Vorteil.
Zur Veranschaulichung:
- Beim ICE 3 (mit konventionellen Drehgestellen) beträgt die Länge des Wagens 24,775 Meter, der Drehzapfenabstand eines Wagens jedoch nur 17,375 Meter. Der Drehzapfenabstand zwischen den benachbarten Drehgestellen zweier aneinander gekuppelten Wagen beträgt 7,40 Meter. Im Zugverband wechseln sich also Drehgestellabstände von 17,375 Meter und 7,40 Meter ständig ab.
- Beim TGV (mit Jakobs-Drehgestellen) hingegen beträgt die Länge des Wagens lediglich 18,50 Meter, der Drehzapfenabstand jedoch 18,70 Meter über den kompletten Zug gleichmäßig verteilt.[2]

Jakobs-Drehgestelle bei der Eisenbahn
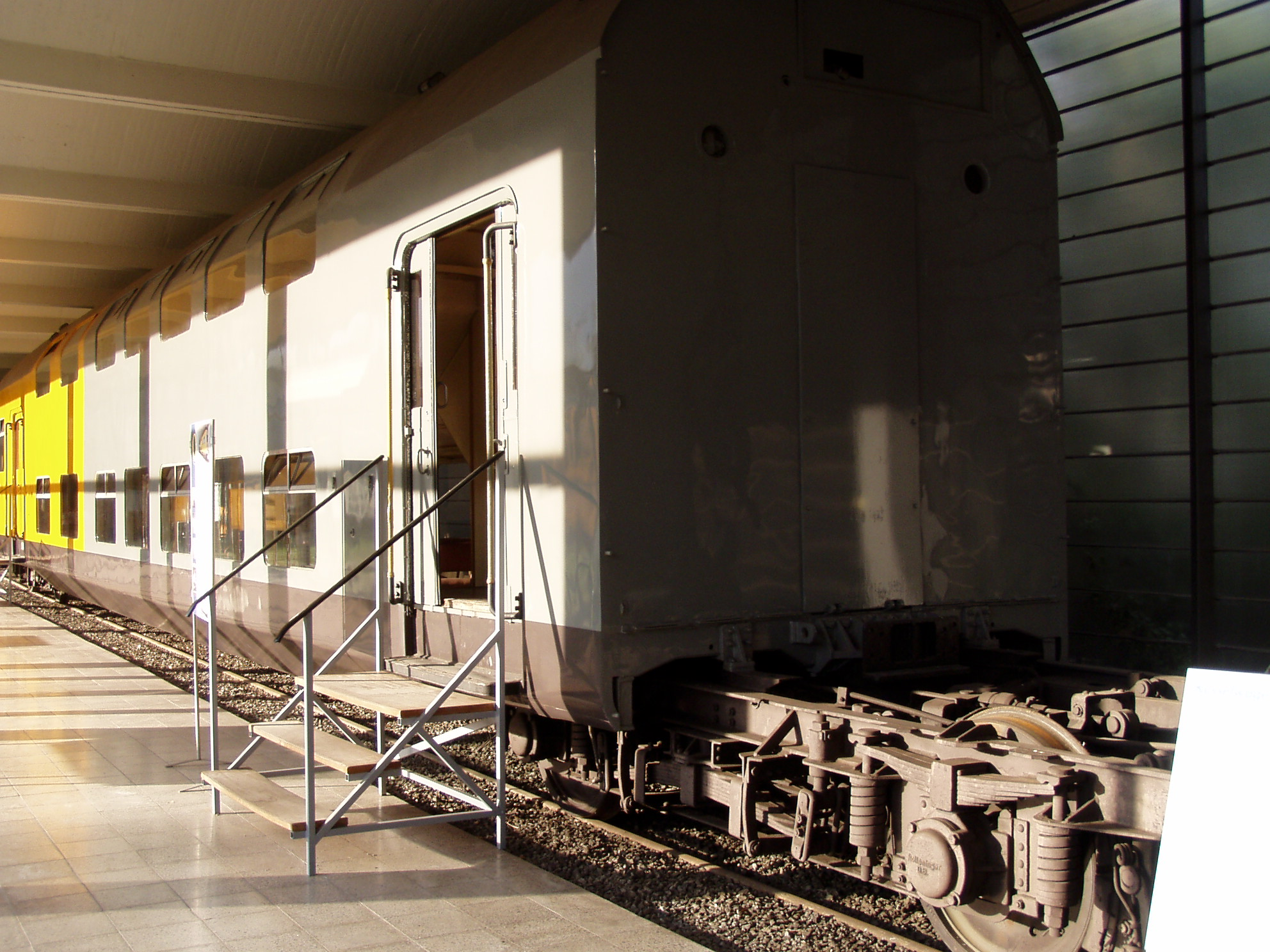
Jakobs-Drehgestell am Doppelstock-Stromlinien-Wendezug der LBE von 1936
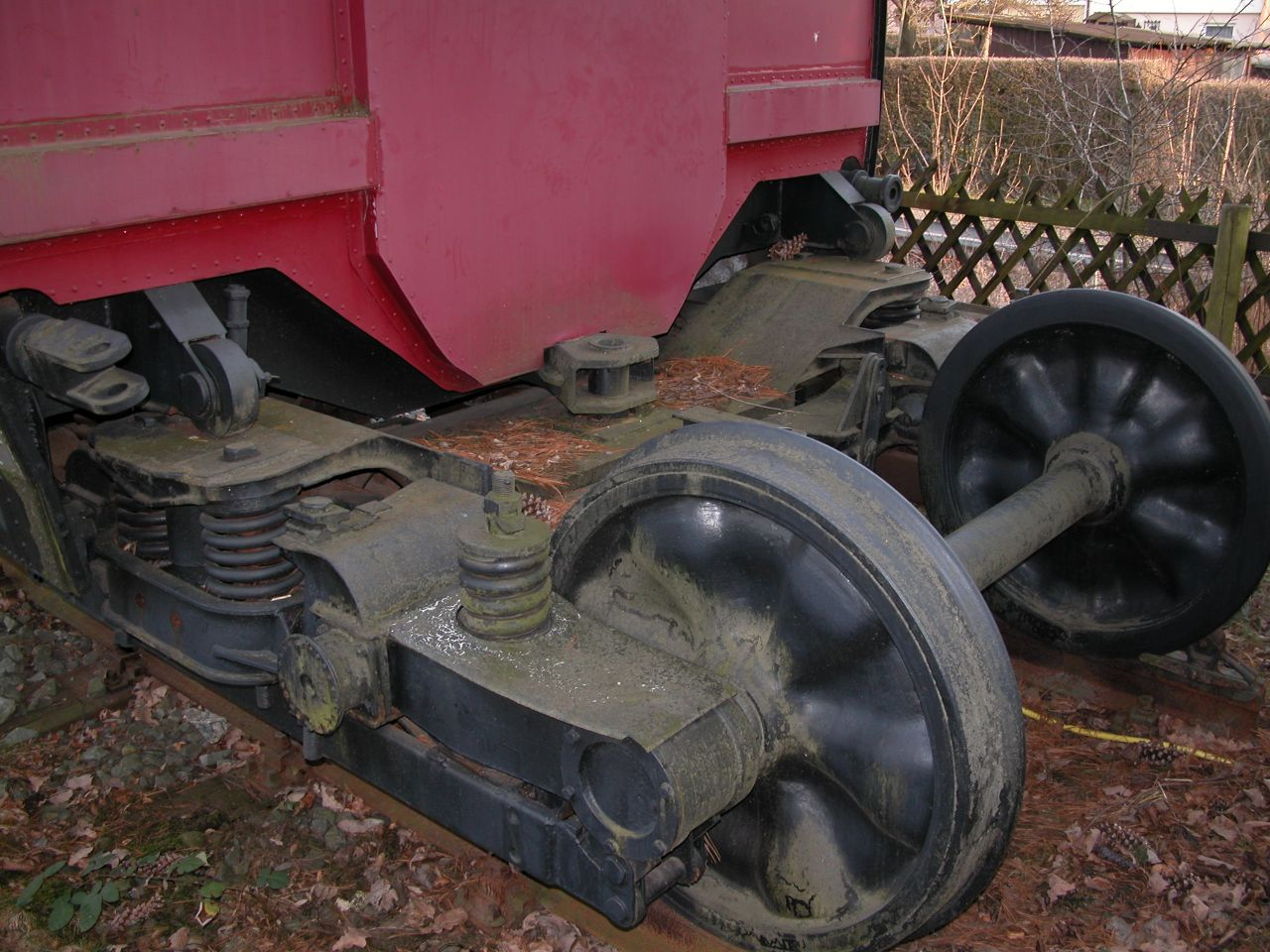
Jakobs-Drehgestell am Mittelwagen VT 10 551, ein Dieseltriebzug von 1953
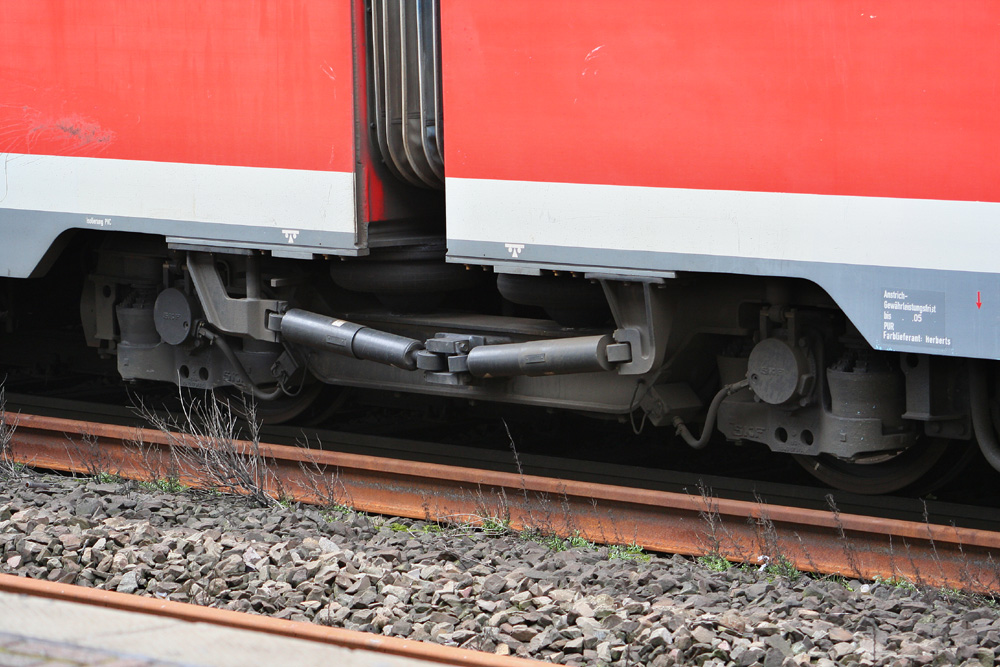
Jakobs-Drehgestell eines DB-Elektrotriebwagens der Baureihe 425 seit 1999
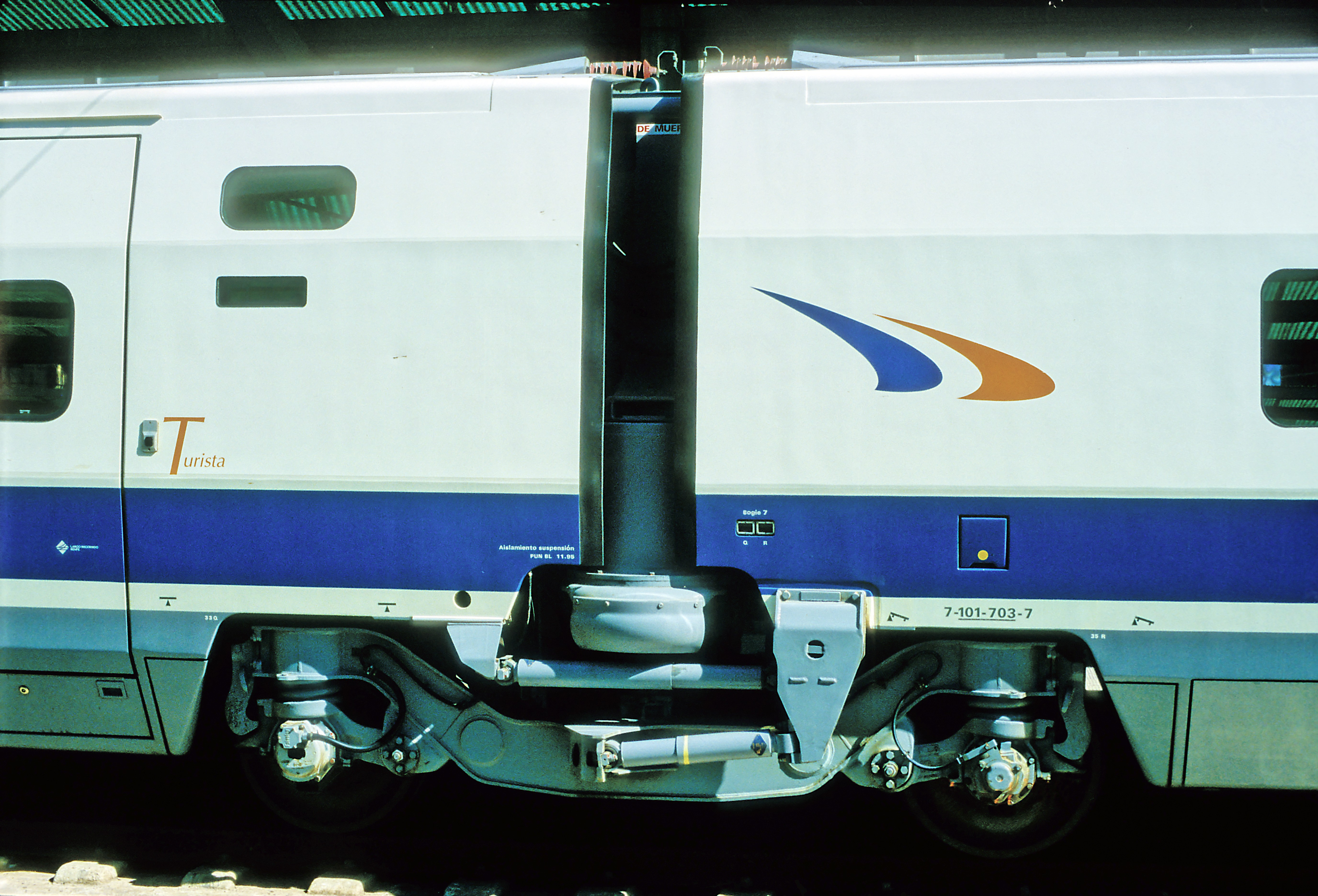
TGV-Jakobs-Drehgestell, hier bei einer Euromed-Einheit in Valencia Norte
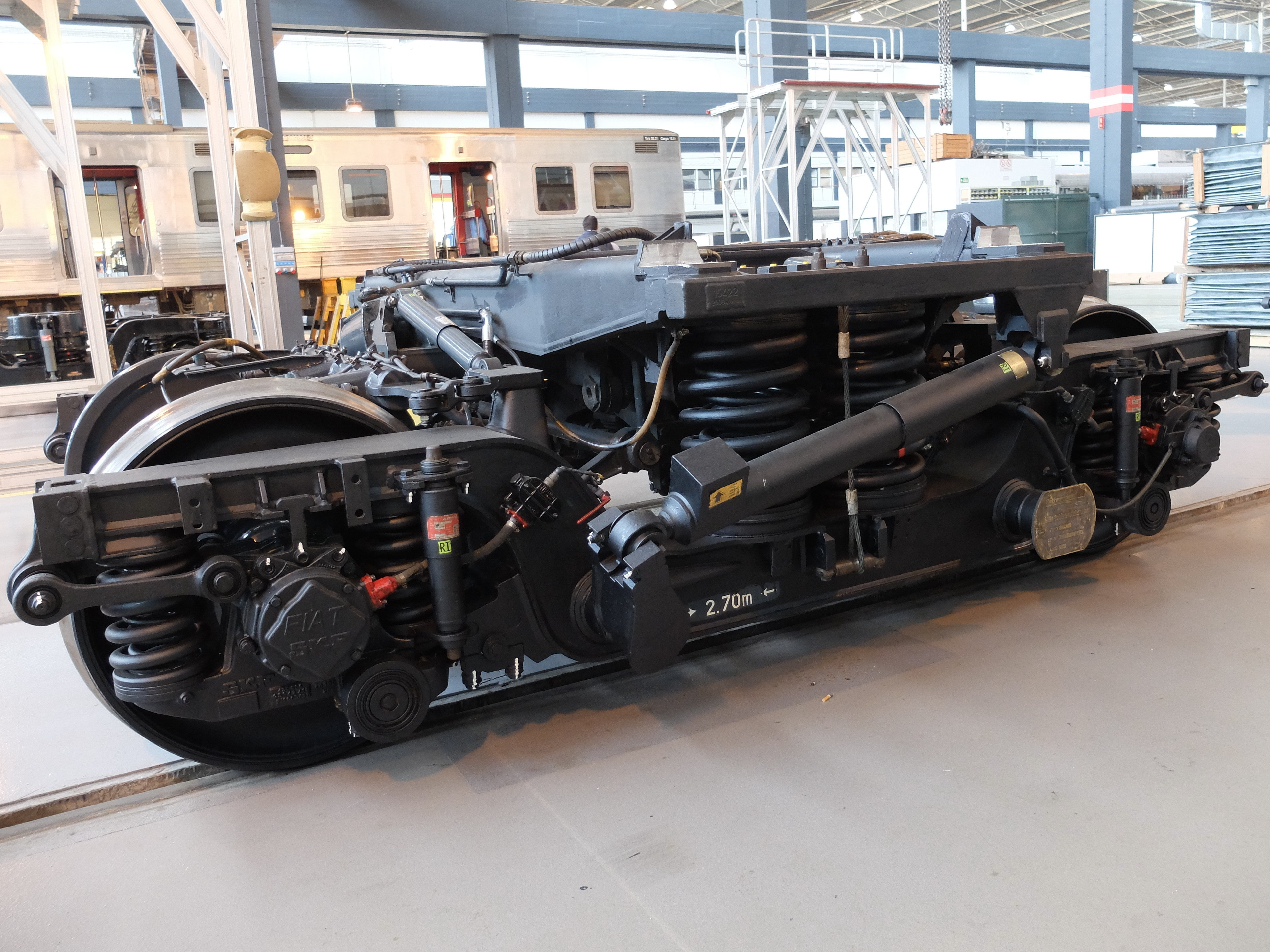
Alfa-Pendular-Drehgestell

Als weiterer Vorteil gilt, dass das Jakobs-Laufwerk im Falle einer Entgleisung die Waggons eher auf Linie hält.
Ein Ausscheren wie beim Eisenbahnunfall von Eschede wird unwahrscheinlicher.

## Ähnliche Systeme
Im Schienengüterverkehr kommen dem Jakobsdrehgestell ähnliche Konstruktionen zur Anwendung, so etwa bei zweiteiligen Gelenkwagen für den intermodalen Verkehr.
Gliederzüge wie der VT 10 501 „Senator“ der Deutschen Bundesbahn (bis zur Stilllegung 1960), die ersten spanischen Talgo-Züge und der UAC TurboTrain in den USA kommen mit einem Radsatz zwischen oder an einem Wagenkasten aus. Talgo verwendete im Jahr 1942 dreieckige Fahrgestelle, die die Räder des vorausfahrenden Fahrgestells auslenkten.